# جيمس دبليو. روس
جيمس دبليو. روس (بالإنجليزية: James W. Ross)‏ هو سياسي كندي، ولد في 6 سبتمبر 1938 في كندا. حزبياً، نشط في الحزب الكندي التقدمي المحافظ. وقد انتخب عضو مجلس الشيوخ الكندي.